# پیرپسر (فیلم ۱۴۰۰)
پیرپسر (به انگلیسی: The Old Bachelor) فیلم درام ایرانی به کارگردانی اکتای براهنی با بازی حسن پورشیرازی، لیلا حاتمی، حامد بهداد، محمد ولی‌زادگان و محمدرضا داوودنژاد محصول سال ۱۴۰۰ است. این فیلم در مورد دو برادر میانسال است که با پدر قلدر و زورگویشان در خانه‌ای قدیمی زندگی می‌کنند و تحت فشار اقتصادی زیادی قرار دارند تا اینکه ورود زنی اغواگر به زندگی‌شان، باعث بروز تنش‌های بیشتر بین آنها می‌شود.
پیرپسر پنجمین بازی مشترک میان لیلا حاتمی و حامد بهداد است. تصویربرداری اصلی از شهریور تا دی ۱۴۰۰ در تهران انجام شد. این فیلم در سال ۲۰۲۴ در نخستین نمایش خود در پنجاه و سومین جشنواره بین‌المللی فیلم روتردام، برندهٔ جایزهٔ بهترین فیلم از بخش پردهٔ بزرگ شد و در بیست و سومین جشنواره بین‌المللی فیلم ترانسیلوانیا در رشتهٔ بهترین بازیگر مرد مورد تقدیر قرار گرفت. این فیلم تحسین منتقدان را در پی داشت که آن را با آثار فیودور داستایفسکی با دیدی ستایش‌آمیز مقایسه نمودند.
پیرپسر یک اقتباس آزاد و متأثر از چندین کتاب ادبی از جمله رستم و سهراب شاهنامه و برادران کارامازوف آفرینش شده است. این فیلم که تا سال ۱۴۰۳ در ایران به نمایش درنیامده بود، اجازه حضور در بخش رقابتی چهل و سومین دوره جشنواره فیلم فجر را به دست نیاورد، اما نهایتاً ۲۰ بهمن ۱۴۰۳ در برج میلاد در بخش ویژه جشنواره که خارج از مسابقه بود، نمایش داده شد. این فیلم از ۲۱ خرداد ۱۴۰۴ در ایران اکران شد.

## داستان
غلام باستانی و دو پسرش بدون همسر یا مادری در خانه‌ای قدیمی و دوطبقه زندگی می‌کنند. علی و رضا دو پسر غلام هستند که هر کدام مادری جدا از دیگری داشته‌اند. دو پسر که در آستانهٔ میان‌سالگی قرار دارند، تلاش می‌کنند پدر را راضی به فروش خانه کنند، اما غلام که مردی معتاد و هوس‌باز است هر بار از این کار طفره می‌رود و بیش از آنکه نگران آیندهٔ فرزندانش باشد، در پی لذت‌جویی و خوش‌گذرانی است. غلام بیش‌تر وقتش با خیابان‌گردی‌های بی‌هدف یا در مغازه سمساری دوستش، غمخوار، سپری می‌کند. علی در یک کتابفروشی، فروشنده است که به‌خاطر یک همکار اخراج می‌شود و رضا برای یک املاکی کار می‌کند.
غلام پول زیادی دارد، اما علی و رضا درد زیادی از بی‌پولی می‌کشند و می‌خواهند که با فروش خانه و بازسازی آن پولی به جیب بزنند، اما غلام راضی نمی‌شود. رضا برای رسیدن به این پول و سامان‌گرفتن زندگی‌شان آرزوی مرگ غلام را دارد و بارها نقشه قتلش را با خونسردی جلوی برادرش علی به زبان آورده است. یک روز هنگامی غلام در سمساری غمخوار است، زنی جوان به نام رعنا را می‌بیند که به دنبال خانه‌ای برای اجاره می‌گردد. غلام او را به خانه‌اش می‌برد و رعنا مستأجرش می‌شود. غلام به رعنا نظر دارد و چون می‌داند که رعنا از نظر مالی وضع خوبی ندارد با اجاره کم‌تری خانه را به او اجاره می‌دهد.
غلام به پسران می‌گویید که قرار است با رعنا ازدواج کند. رعنا اما از نقشه‌های غلام بی‌خبر است و به طبقه بالای خانه اسباب‌کشی می‌کند. سپس یک شب غلام و پسران را برای شام دعوت می‌کند و از حرف‌های علی و رضا متوجه قصد و نیت غلام می‌شود. در این میان بین علی و رعنا علاقه‌ای شکل می‌گیرد و علی سعی می‌کند غلام را قانع کند که دست از سر رعنا بردارد؛ اما غلام راضی نمی‌شود و پافشاری می‌کند که با رعنا باشد. غلام در خانه غمخوار با یکی از اطرافیان غمخوار که رعنا را می‌شناسد و معتقد است رعنا به غلام جواب مثبت نمی‌دهد، بر سر یک چَک شرط‌بندی می‌کند که می‌تواند با رعنا همبستر شود. به پیشنهاد غمخوار، یک روز غلام با مقدار زیادی پول نقد به طبقه بالا می‌رود و به رعنا ابراز علاقه می‌کند. رعنا با عصبانیت غلام را طرد می‌کند اما غلام پول را پس نمی‌گیرد.
علی و رعنا یک شب را بیرون می‌گذرانند و به خانه بازمی‌گردند. غلام به علی می‌گوید که از خانه برود اما علی اینکار را نمی‌کند چون خانه برای مادرش بوده است. غلام به علی هشدار می‌دهد که از رعنا دوری کند اما علی زیربار نمی‌رود. غلام و علی برای رسیدن به رعنا با هم رقابت می‌کنند. یک شب غلام به طبقه بالا می‌رود و تمام شب را آنجا می‌گذراند. سپس با یک جعبه شیرینی به خانه غمخوار رفته و به‌خاطر رسیدن به خواسته‌اش رقص و شادی می‌کند.
رعنا چون احساس می‌کند در آن خانه حریم شخصی ندارد، به خانهٔ پدر و مادرش می‌رود. علی نزد رعنا می‌رود و مسئله آن شب را از او می‌پرسد. رعنا می‌گویید که غلام اصرار داشته تا آن شب را آنجا بماند اما کاری نکرده‌اند و رعنا به اتاقش رفته و خوابیده بوده است. علی داستان غلام را برای رعنا تعریف می‌کند و رعنا خشمگین و متعجب آن را تکذیب می‌کند. رعنا برای پس دادن پول غلام نزد او می‌رود اما غلام قبول نمی‌کند و اصرار می‌کند که با رعنا همبستر شود. رعنا می‌گویید که چون عاشق علی است نمی‌تواند اینکار را بکند اما غلام او را می‌رباید.
رعنا ناپدید شده و علی که همه‌جا را جستجو کرده، مطمئن می‌شود که غلام بلایی بر سر رعنا آورده است، از او می‌پرسد که با رعنا چه‌کار کرده است. اما غلام مدام می‌گوید که نمی‌داند رعنا کجاست. علی و رضا یک شب همه مواد مخدر غلام را برمی‌دارند و درهای خانه را قفل می‌کنند. غلام بیدار می‌شود و پس از اینکه متوجه این موضوع می‌شود، شروع به دعوا کردن با پسرانش می‌کند و می‌گوید که به رعنا تجاوز کرده و او را کشته است. همچنین می‌گوید که رضا پسر او نیست و رضا را محصول خیانت می‌داند که مادرش را به این دلیل کشته بوده است. در این جنگ و جدال، غلام به علی چاقو می‌زند و رضا را با بالشت خفه می‌کند. علی برای نجات رضا به غلام چاقو می‌زند و در آخر هر سه می‌میرند.

## بازیگران
- حسن پورشیرازی در نقش غلام باستانی؛ پدر علی و رضا که مردی تمامیت‌خواه، معتاد، دائم‌الخمر، آدم‌کُش، زورگو، هوس‌باز و عیاش است.[۲] پدری که نه‌تنها فرزندانش را حمایت نمی‌کند، بلکه منشأ اصلی خشونت و نابسامانی در خانه است.[۳]
- لیلا حاتمی در نقش رعنا همتی؛ مستأجر و معشوقه غلام که زنی جذاب، مطلقه، باکلاس، خوش‌پوش و اهل هنر است و تلاش می‌کند استقلال داشته باشد.[۴]
- حامد بهداد در نقش علی باستانی؛ پسر غلام که مردی ساده، آرام، درون‌نگرا، کتاب‌خوان و کم اعتماد به نفس است و پدر و برادرش از مهربانی‌اش سوءاستفاده می‌کنند.[۵]
- محمد ولی‌زادگان در نقش رضا باستانی؛ پسر غلام و برادر علی که سرشار از عقده‌های سرکوب شده و در آستانه فروپاشی روانی است و آرزوی مرگ غلام را دارد.[۳]
- محمدرضا داوودنژاد در نقش غمخوار، دوست غلام
- بابک حمیدیان در نقش منتقد
- فهیمه رحیم‌نیا در نقش خانم همتی، مادر رعنا
- رضا رویگری در نقش آقای همتی، پدر رعنا

## تولید

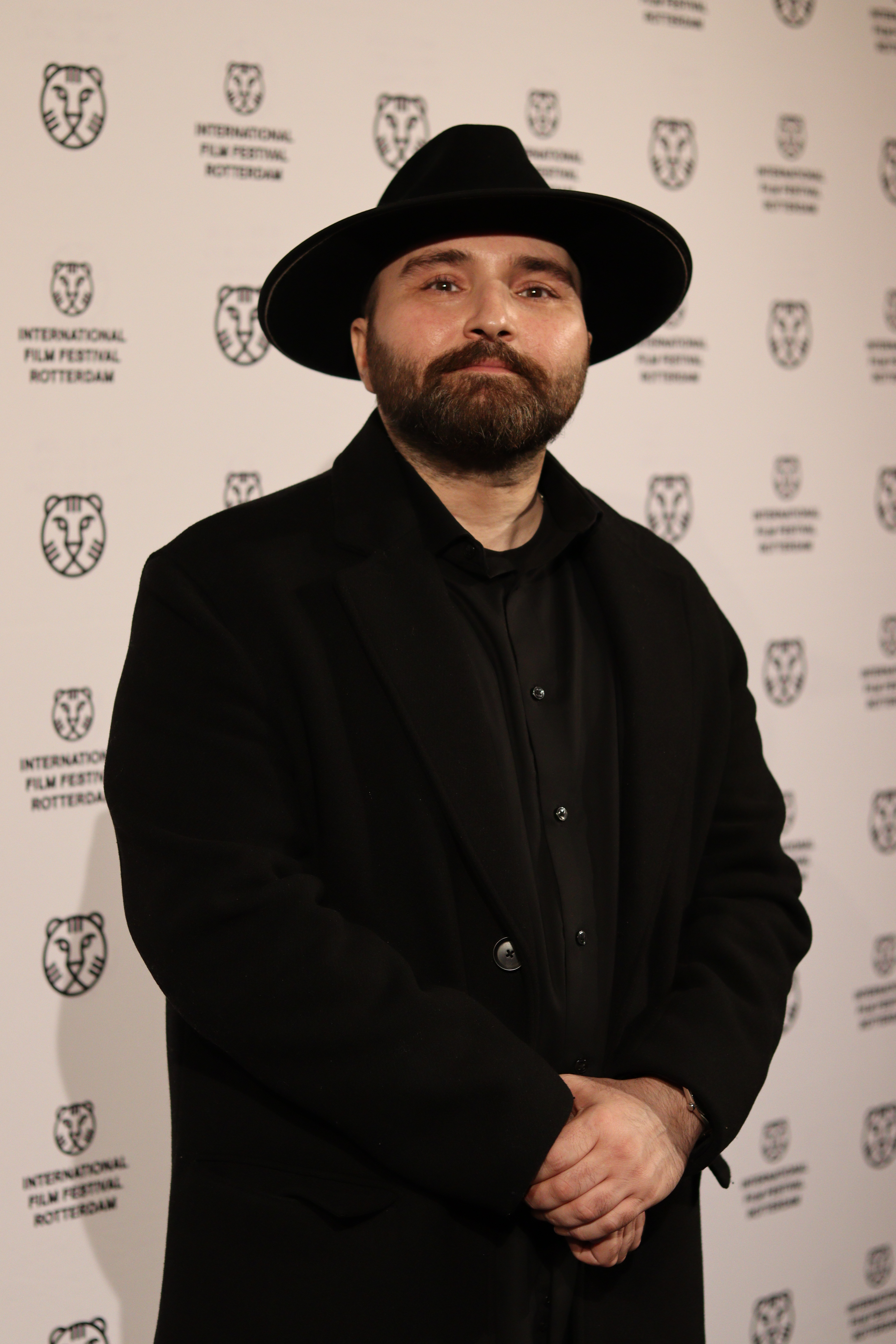
اکتای براهنی، نویسنده و کارگردان

اکتای براهنی، نویسنده و کارگردان فیلم، طرح اولیه پیرپسر را سال ۱۳۹۵ نوشت. فیلمنامه در سال ۱۳۹۶ کامل شد اما سرمایه‌گذار پیدا نکرد. او در گفت‌وگو با مجله فیلم امروز گفت:
طرح اولیهٔ پیرپسر یک قصهٔ دوازده صفحه‌ای بود که در سال ۱۳۹۵ نوشته شد و با فیلمنامه فعلی خیلی تفاوت داشت اما شخصیت‌ها و پایان قصه تقریباً همین بود.
در دی‌ماه ۱۳۹۸ فیلم‌نامهٔ پیرپسر به نویسندگی اکتای براهنی موافقت شورای ساخت سازمان سینمایی را اخذ کرد و پروانه ساخت گرفت. بعد از آن، کرونا فراگیر شد و سینما حدود یک سال و نیم تعطیل بود. در مرداد ۱۴۰۰ پیش‌تولید این فیلم که اولین تجربهٔ بابک حمیدیان در مقام تهیه‌کننده محسوب می‌شود، آغاز شد و حامد بهداد و لیلا حاتمی به‌عنوان دو بازیگر اصلی فیلم معرفی شدند. لیلا حاتمی و حامد بهداد در این فیلم برای پنجمین بار همبازی می‌شوند.
در شهریور ۱۴۰۰ اعلام شد که حسن پورشیرازی به این فیلم پیوسته و تصویربرداری فیلم به تهیه‌کنندگی بابک حمیدیان و سرمایه‌گذاری ارسلان براهنی با فیلم‌برداری ادیب سبحانی و صدابرداری وحید مقدسی در تهران آغاز شده است. طراحی گریم را بابک اسکندری، طراحی صحنه را آناهیتا تیموریان، طراحی لباس را آزاده قوام و جلوه‌های ویژه میدانی را آرش آقابیک برعهده داشتند. پیرپسر پس از پل خواب (۱۳۹۳)، دومین فیلم اکتای براهنی است. پیش‌بینی می‌شد، اولین نمایش این فیلم در چهلمین جشنواره فیلم فجر باشد. در مهر ۱۴۰۰ محمد ولی‌زادگان به جمع بازیگران این فیلم پیوست. در آبان ۱۴۰۰ محمدرضا داوودنژاد به جمع بازیگران این فیلم پیوست و جلوی دوربین رفت.
در آذر ۱۴۰۰ فیلمبرداری پیرپسر از نیمه گذشته و بابک حمیدیان که پیش‌تر به عنوان تهیه‌کننده این فیلم معرفی شده بود به جمع بازیگران اضافه شد. اواسط دی‌ماه ۱۴۰۰ با اضافه شدن رضا رویگری و فهیمه رحیم‌نیا به پیرپسر فیلمبرداری این پروژه در تهران از سر گرفته شد. با طولانی شدن مرحلهٔ فیلم‌برداری، فیلم امکان حضور در چهلمین جشنواره فیلم فجر را پیدا نکرد. بهمن فرمان‌آرا، تهیه‌کننده و کارگردان سینمای ایران، در یکی از روزهای پایانی فیلمبرداری فیلم در لوکیشن این فیلم حاضر شد. فیلم‌برداری در دی‌ماه ۱۴۰۰ به پایان رسید و آخرین سکانس فیلم در ۳۰ دی ۱۴۰۰ ثبت شد.
تدوین این فیلم که توسط هایده صفی‌یاری مدتی پیش از پایان فیلم‌برداری آغاز شده بود، همچنان ادامه داشت. آهنگسازی فیلم توسط حسام ناصری انجام شده و احسان افشاریان صداگذاری فیلم را انجام داده است.‌ مراحل پس‌تولید فیلم خیلی طول کشید چون زمان اصلی فیلم  ۴ ساعت بود و تلاش برای کوتاه کردن آن زمان‌بر شد، با این حال در نهایت به زمان ۳ ساعته رسید. هایده صفی‌یاری، تدوینگر به براهنی گفت که با توجه به قصه فیلم نمی‌شود آن را زیر سه و ساعت و ربع بست و در نهایت با همین زمان، فیلم به جشنواره‌ فیلم روتردام ارائه شد.

## انتشار

### نمایش در جشنواره‌ها

پوستر اکران بین‌المللی در جشنواره فیلم روتردام

پیرپسر برای رقابت در جشنواره بین‌المللی فیلم روتردام در بخش «مسابقه پرده بزرگ» انتخاب شد و نخستین بار در بهمن ۱۴۰۲ در پنجاه و سومین دورهٔ این جشنواره به نمایش درآمد. جشنواره فیلم روتردام همزمان با آغاز نمایش‌های فیلم پیرپسر در سینماهای هلند، از پوستر این فیلم با نام بین‌المللی «The Old Bachelor» رونمایی کرد. این فیلم سپس در خرداد ۱۴۰۳ در بیست و سومین دوره جشنواره بین‌المللی فیلم ترانسیلوانیا در کشور رومانی به نمایش درآمد. در تیر ۱۴۰۳ پیرپسر به سی و ششمین دوره جشنواره فیلم گالوی در ایرلند راه یافت. در شهریور ۱۴۰۳، این فیلم در بخش مسابقهٔ اصلی بیستمین دوره جشنواره فیلم لوکا در ایتالیا به رقابت پرداخت. این فیلم در جشنواره فیلم اِکسگراند در آلمان و بیست و چهارمین دوره جشنواره فیلم لندن‌بریز در انگلستان حضور داشت. پیرپسر در سال ۲۰۲۵ در سومین جشنواره بین‌المللی فیلم‌های ایرانی نیویورک به نمایش درآمد. این فیلم اجازهٔ حضور در بخش مسابقهٔ چهل و سومین دوره جشنواره فیلم فجر را پیدا نکرد و به‌عنوان یکی از فیلم‌های بخش ویژه جشنواره در یک تک سانس بدون ممیزی برای اهالی رسانه و منتقدان اکران شد.

### اکران سینمایی
سید ابراهیم عامریان، پخش‌کننده فیلم پیرپسر در گفت‌وگو با خبرنگار ایرنا دربارهٔ اکران این فیلم گفت: «این فیلم در سومین بسته اکران امسال، به روی پرده خواهد رفت. پیرپسر پروانه نمایش دارد و برای اکران، هیچ حذفیاتی نخواهد داشت.» پیش‌فروش این فیلم در سامانه‌های فروش بلیت دچار مشکل شد که انتقاد سازندگان فیلم را به همراه داشت. پس از رفع مشکل، پیش‌فروش بلیت‌ها از ۱۹ خرداد ۱۴۰۴ آغاز شد و پیرپسر از ۲۱ خرداد ۱۴۰۴ در ایران با رده‌بندی «+۱۸» به اکران عمومی درآمد.

## بازخورد

### گیشه
پیرپسر در روز اول اکران توانست یک میلیارد و یک میلیون و هشتصد و سی و نه هزار و سه تومان فروش داشته باشد. در چهار روز نخست اکران، فروش فیلم به حدود ۱۰ تا ۱۱ میلیارد تومان رسید و رکورد پیش‌فروش سه روز نخست فیلم‌های اجتماعی و کمدی را با عبور از رکورد ۹ میلیارد تومانی فیلم هفتاد سی شکست. این فیلم با جذب بیش از ۴۷ درصد از کل مخاطبان در تیر ۱۴۰۴، ۶۶ میلیارد و ۲۹۷ میلیون و ۴۲۵ هزار و ۹۹۲ تومان فروش کرد و پرفروش‌ترین فیلم تیرماه شد.
جنگ ایران و اسرائیل همزمان با اکران پیرپسر آغاز شد و به فروش این فیلم لطمه زد. اما پیرپسر اکران موفقی داشت و طی بیش از ۴۰ روز اکران، فروش ۸۷ میلیارد تومانی را تجربه کرد. این فیلم تا ۸ مرداد ۱۴۰۴ حدود ۹۳ میلیارد تومان به گیشه واریز کرد و نزدیک به ۱ میلیون نفر مخاطب داشت. این فیلم موفق شد با فروش ۱۲۰ میلیارد تومان و عبور از مست عشق، پرفروش‌ترین فیلم غیرکمدی تاریخ سینمای ایران شود. در ۲۲ مرداد ۱۴۰۴ پیرپسر با ثبت فروش ۱۲۸ میلیارد تومان، از فیلم صددام پیشی گرفت و به دومین فیلم پرفروش سینمای ایران در سال ۱۴۰۴ تبدیل شد.

### پاسخ انتقادی
وانیا کالوجرچیچ، مدیر جشنواره بین‌المللی فیلم روتردام این فیلم را به روح تاریک تراژدی‌های خانوادگی شکسپیر تشبه کرد و آن را نقد کوبنده‌ای به مردسالاری با تفسیری گسترده‌تر و جهانی‌تر از هر جامعه‌ای که در آن نابرابری جنسیتی وجود دارد توصیف کرد. وی نقش‌آفرینی‌های حامد بهداد، حسن پورشیرازی و محمد ولی‌زادگان کاملاً عالی و بازی لیلا حاتمی در نقش ساکن جدید که از نیات صاحبخانه‌اش بی‌خبر است را بی‌نظیر دانست.
ویکتور فراگا، روزنامه‌نگار و فیلمساز، این فیلم را در زمان ابتدایی به‌عنوان مطالعه‌ای عمیق بر مردسالاری سمی، سوءاستفاده و دست‌کاری روانی تفسیر کرد که به‌تدریج به نبردی مانوی میان خیر و شر بدل می‌گردد و این تضاد را برای مدتی قابل‌قبول اما پس از مدتی به کل تکراری و پیش‌پاافتاده خواند. کاراکتر رضا را نیز بخاطر اینکه که ابتدا برادری زورگو و سادیستی است و ناگهان و بدون دلیل قانع‌کننده‌ای به برادری مهربان تبدیل می‌شود، مورد انتقاد قرار داد. او شخصیت رعنا را به عنوان تنها شخصیتی که در این میان پیچیدگی و لایه‌های واقع‌گرایانه دارد، توصیف کرد و معتقد است که فیلم پس از یک‌سوم ابتدایی خود به‌شدت افت می‌کند.

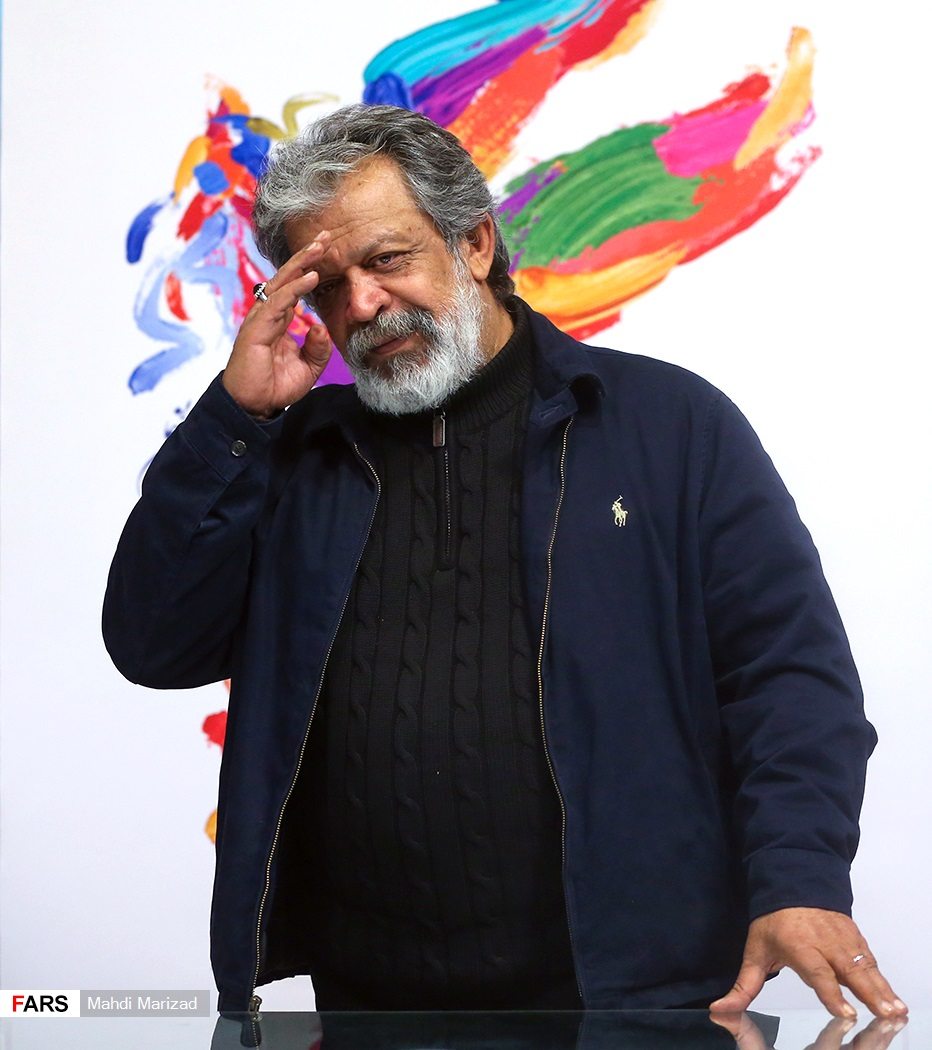
پورشیرازی برای بازی‌اش تحسین منتقدان را برانگیخت و بهترین بازیگر جشنواره فیلم ترانسیلوانیا شد

مریم فیلپات، منتقد سینمایی جذابیت شخصیت‌ها و فیلمنامه را تحسین کرد و بازی حسن پورشیرازی را در نقش غلام، قوی، تأثیرگذار و بیش از حد پرشور دانست. او فیلم را تصویری صریح و گیرا از یک پدر و پسران وحشت‌زده‌اش توصیف کرد که محدودیت‌های آزادی را حتی برای مردانی که مورد آزار و اذیت قرار می‌گیرند، نشان می‌دهد. اما فیلم را با بیش از ۳ ساعت زمان، «بیش از حد طولانی» خواند که در بخش پایانی به ملودرام تبدیل می‌شود.
جعفر گودرزی، رئیس انجمن منتقدان سینمای ایران پیرپسر را یک تراژدی یونانی در دل خیابان‌های تهران دانست که در آن پسران، قربانی پدر می‌شوند، عشق در سایه خشونت از بین می‌رود، و انتقام، تنها ارثیه‌ای است که باقی می‌ماند.
فرهاد خالدی نیک در سینما سینما، پیرپسر را فیلمی بی‌نظیر دانست که مخاطبش را میخکوب می‌کند و گیج و منگ و شگفت‌زده به خارج از سالن سینما می‌فرستد. او بازی حسن پورشیرازی را یکی از بهترین نقش آفرینی‌های تاریخ سینمای ایران دانست و بازی کنترل‌شده حامد بهداد و حضور جذاب و متفاوت لیلا حاتمی و محمد ولی‌زادگان را ستود.
مرجان فاطمی از فیلم‌نیوز، این فیلم را «یکی از شگفتی‌های جشنواره فجر ۱۴۰۳» توصیف کرد. صوفیا نصرالهی، منتقد سینما از هم‌میهن، این فیلم را جزو بهترین فیلم‌های سینمای ایران دانست و بازی حسن پورشیرازی را مورد تحسین قرار داد. علی ورامینی در هم‌میهن، پیرپسر را یک دفاع تمام‌قد از سینمای ایران و سینمای روشنفکری ایران دانست که حتی دشمنان کمربسته این سینما هم چاره‌ای جز تحسین کردن آن نداشتند.
امیررضا فخری در نقدی با عنوان «چرا پیرپسر فیلم بدی است؟» اظهار داشت که مهم‌ترین مشکل نقد فیلم در ایران، ستایش‌های بی‌دلیل و در مواقعی، تخریب یک فیلم، بدون هیچ نقد واقعی است. او پیرپسر را فیلمی بیش از حد طولانی دانست که از نمادگرایی بیش از حد برای به تصویر کشیدن تضاد بین سنت و مدرنیته استفاده می‌کند، بدون اینکه دلیل آن را توضیح دهد. به عقیده او، همه چیز در این فیلم مصنوعی و احساساتی است و مهم‌ترین نقطه ضعف فیلم، ادعای اقتباس از چند شاهکار ادبیات جهان است که تنها درک ضعیف فیلمساز از آن آثار را آشکار می‌کند.
ایمان عظیمی در فرهیختگان، زمان طولانی و محتوای فیلم را مورد انتقاد قرار داد و عنوان کرد «ساخت یک اثر ۱۹۰ دقیقه‌ای باید در ابتدا توجیه دراماتیک و سینمایی داشته باشد و در ادامه باید به اندازه همان ۱۹۰ دقیقه، شخصیت بسازد و پیرنگ جان‌دار، خودبسنده و اساسی‌ای داشته باشد. درصورتی که پیرپسر با کنایه‌های سیاسی، فانتزی‌های جنسی غلام و صحنه‌های به‌اصطلاح عاشقانه، کارش را پیش می‌برد.»
مهین بهزادی در سلام سینما نوشت: «پیرپسر با الهام از پیچیدگی‌های جهان داستایفسکی، داستانی از قدرت، نفرت و رنج را به تصویر می‌کشد؛ داستانی که ریشه در تاریکی‌های اسطوره‌های ایرانی و بحران‌های امروز جامعه ما دارد. این فیلم، هرچند با ضعف‌هایی همراه است، اما جسارت در روایت و عمق شخصیت‌پردازی‌اش باعث شده که به‌عنوان یک ارمغان تازه برای سینمای ایران بدرخشد.»
موحد منتقم در عصر ایران معتقد است که فیلم با ساختاری اکسپرسیونیستی، شخصیت‌هایی را پیش می‌کشد که گویی از دل ادبیات کلاسیک روس، فرانسه و تراژدی‌های شکسپیری برآمده‌اند. به باور او براهنی در این اثر، خانواده را نه یک نهاد اجتماعی، بلکه صحنهٔ بازسازی تروما، واپس‌زنی و بازگشت امر سرکوب‌شده فرویدی می‌بیند.
جواد طوسی، منتقد سینما موفقیت فیلم را نتیجه تنوع در طراحی لوکیشن‌ها، شخصیت‌پردازی‌های چندوجهی و کشمکش‌های روان‌شناسانه بین شخصیت‌ها دانست. بهزاد عشقی، منتقد سینمایی نقش پدر را امتداد اساطیر و تاریخ ایران می‌بیند اما در این فیلم او را «شر مطلق بی‌طبقه» می‌داند. مهران زارعیان معتقد است زبان سینمایی پیرپسر وامدار مسیرهای رایج سینمای اجتماعی ایران نیست، و نه به سبک فرهادی شباهت دارد، نه به سبک سعید روستایی.
سید قدرت‌الله دهقانیان از ایرنا معتقد است این فیلم در تمامی جنبه‌های فنی، از جمله فیلمنامه، فیلمبرداری، تدوین، کارگردانی، بازیگری و طراحی صحنه، حرف‌های زیادی برای گفتن دارد و اثباتی بر توانمندی‌های سینمای ایران است. شکرخدا گودرزی، کارگردان و بازیگر سینما، پیرپسر را تلاشی جسورانه برای شکستن تابوی «پدر مقدس» و غلام را تجسم هیولای تمامیت‌خواه پدرسالار در جامعه دانست. نادر افراسیابی در رادیو زمانه، پیرپسر را برخلاف فیلم‌های تبلیغی در سینمای اسلامی که به پیوندهای عاطفی تأکید دارند، فیلمی متمرکز بر فروپاشی خانواده تحت سلطهٔ پدرسالاری سمی ارزیابی کرد.
وبگاه اصولگرای مشرق در گزارشی، پیرپسر را فیلمی پرمدعا اما خالی از معنا، خسته‌کننده و کشدار توصیف کرد که نشانی از نوآوری ندارد. مشرق تماشای فیلم را اتلاف وقت و ادعای اقتباس از داستایفسکی را یک تاکتیک تبلیغاتی دانست. مسعود فراستی در گفت‌وگو با تلویزیون اینترنتی همشهری در نقد این فیلم گفت: «این اثر یکی از کثیف‌ترین فیلم فارسی‌هایی است که من در عمرم دیدم؛ این اثر یک لجن‌زار است که متاسفم از قشر روشنفکر که از آن دفاع می‌کند و از طرفی هم متاسفم که سخنگوی دولت هم از آن دفاع کرده است.»
فرید ناصر در هم‌میهن، مورد توجه قرار گرفتن فیلم را به دلیل عمق روان‌شناختی و کاوش‌های جسورانه در مضامین آن دانست. مصطفی فرجی، منتقد سینما در گفت‌وگو ب‍ا باشگاه خبرنگاران جوان گفت: «وقتی فیلم را دیدم، واقعاً شگفت‌زده شدم. به خود گفتم این فیلم هالیوودی است یا ایرانی؟ اگر بازیگران ایرانی در آن نقش نداشتند، قطعاً می‌گفتم این یک فیلم درجه یک هالیوودی است.»
محمد مهدی بهداروند در وبگاه الف نوشت: «فیلم با شجاعت، واقعیت‌های تلخ و دردناک خشونت خانوادگی، مصرف مواد، بی‌اعتمادی و فرسایش عاطفی را بدون پرده‌پوشی به تصویر می‌کشد و این همان نقطه‌ای است که ضرورت اجتماعی این اثر را نشان می‌دهد. در شرایطی که خانواده‌ها در ایران و بسیاری جوامع دیگر، در حال از دست دادن انسجام و روح خود هستند، چنین فیلم‌هایی می‌توانند آینه‌ای باشند برای فهم بهتر واقعیت‌ها، دیالوگ‌گشایی و جراحی دردهای پنهان اجتماع.»
پروین سلاجقه، نویسنده و استاد دانشگاه، این فیلم را اقتباسی آزاد از رمان برادران کارامازوف اثر داستایوفسکی دانست که با ترکیب ژانرهای ملودرام، جنایی و ترسناک، داستانی پیچیده دربارهٔ درام‌های خانوادگی و جنگ قدرت در فضای قبیله‌ای-اجتماعی ایران معاصر را روایت می‌کند. سید رضا منتظری، منتقد سینما در گفت‌وگو با ایران آنلاین پیرپسر را برای عملکرد بی‌نظیر در فُرم، ساختار و استفاده از روش‌های شناخته شده فیلمنامه‌نویسی در سینمای کلاسیک مورد تحسین قرار داد و ذکر کرد: «سینمای ایران پس از فیلم پیرپسر درست همانند ققنوسی که از خاکستر خود بلند می‌شود، دوباره متولد شد و نشان داد که همچنان سرپاست و نفس می‌کشد.»

## واکنش‌ها
رعنا آزادی‌ور، بازیگر سینما و عضو هیئت انتخاب جشنواره فیلم فجر ۱۴۰۳ دربارهٔ فیلم نوشت: «برای پیرپسر، فیلمی که سه ساعت شکوه سینما را با ساخت و کارگردانی فوق‌العاده‌اش، دوباره برایم معنی و امید به سینما را در من زنده کرد. فیلمبرداری، صحنه، بازی‌های درخشان و جناب آقای پورشیرازی بی‌نظیر که هر لحظه از حضورش خلق است و شگفتی و نبوغ. فیلمی که هنوز لحظه لحظه‌اش را مرور می‌کنم با آنکه بیش از ده روز از تماشایش گذشته. فیلمی که یادم آورد چرا عاشق سینما هستم. آقای براهنی عزیز، به احترام شما برای ساخت پیرپسر که سینماست، ایستاده دست می‌زنم.»
رضا صائمی، منتقد سینما طی یادداشتی در فضای مجازی نوشت: «قدرت بازیگری حسن پورشیرازی در پیرپسر چنان به رخ کشیده می‌شود که تمام قد باید ایستاد و برایش دست زد. بی شک اگر در حق فیلم جفا نمی‌شد، سیمرغ بر شانه‌هایش می‌نشست. گرچه او بی‌نیاز از ناز سیمرغ‌هاست. پورشیرازی در پیرپسر چنان میخکوبت می‌کند که گاهی نفست بند می‌آید. آقای پورشیرازی عزیز دست مریزاد، ایستاده برایتان دست می‌زنم.»
حسین دهباشی، مستندساز و فعال رسانه، توییتی زد و در آن با لحن و موضع‌گیری تندی فیلم را «لجن، آشغال و استفراغ» نامید و به مسئولان فرهنگی به دلیل اینکه اجازه اکران به این فیلم داده‌اند، انتقاد کرد. کابران فضای مجازی در واکنش به دهباشی او را طرفدار سانسور خواندند و منتقدان نیز از او خواستند تا با موضع‌گیری کارشناسانه، فیلم را نقد کند.
سید امیر سیاح، معاون اقتصادی مرکز ملی فضای مجازی با بازنشر توییتی که داستان فیلم را لو می‌داد، نوشت: «نشر بدهید تا فیلم ضرر کند و این ذهنیت چرک از سینمای نجیب ایران حذف شود.»
شورای عالی تهیه‌کنندگان سینمای ایران، انجمن سینماداران ایران و کانون پخش‌کنندگان سینمای ایران در بیانیه‌ای با تیتر «فرهنگ و پیرپسران سیاست»، تأکید کردند که سینما جای تسویه حساب سیاسی نیست و نوشتند که این بی‌مهری‌ها نسبت به یک فیلم، هم باعث دل‌زدگی و یاس سینماگران خواهد شد و هم سرمایه‌ها را از سینما فراری خواهد داد.
فاطمه مهاجرانی، سخنگوی دولت چهاردهم در حساب کاربری خود در شبکه اجتماعی ایکس نوشت: «دیشب در سینما سروش، فیلم پیرپسر را دیدم. روایتی جسورانه از زخمی که اگر نبینیمش، درمان نمی‌شود. هنر قرار نیست همیشه دل‌نشین باشد؛ گاهی فقط قرار است ما را وادار به فکر کند. فضای فرهنگی باید مجال گفت‌وگو بدهد، نه حذف.»
حمید رسایی، عضو کمیسیون فرهنگی مجلس نوشت: «مهم‌ترین هدف فیلم، زدن ولایت پدر و مفهوم خانواده است. پرونده فیلم جهت بررسی به کمیسیون آورده شده است.»
حسن فتحی در صفحه اینستاگرام خود نوشت: «فیلم سینمایی پیرپسر را دیدم و حالا دیگر با اطمینان به ذکاوت و جسارت و شرافت سازندگان آن آفرین می‌گویم» و به بررسی محتوای این فیلم پرداخت.
مجید رضائیان، استاد ارتباطات، در یادداشتی با عنوان «پیرنگر»، یادآور شد که نقد بدون پذیرش دیگری ممکن نیست. او فیلم را آینه‌ای از واقعیت جامعه دانست و هشدار داد که رد یا توقیف آن، نشانه‌ای از پیری فکری است.
فتح‌الله توسلی، نمایندهٔ دوره دوازدهم مجلس شورای اسلامی در بخشی از تشریح سؤال خود از وزیر ارشاد گفت: «متأسفانه بسیاری از فیلم‌ها منجر به بروز طلاق در کشور شده است، همچنین وزیر فرهنگ باید بدانند که فیلمی همچون پیرپسر چه بر سر جوانان می‌آورد.»

## جوایز و نامزدی‌ها
| جشنواره                             | سال  | رده               | نامزد         | نتیجه    | منبع   |
| ----------------------------------- | ---- | ----------------- | ------------- | -------- | ------ |
| جشنواره بین‌المللی فیلم روتردام      | ۲۰۲۴ | بهترین فیلم       | اکتای براهنی  | برنده    | [ ۷۱ ] |
| جشنواره بین‌المللی فیلم ترانسیلوانیا | ۲۰۲۴ | بهترین فیلم       | اکتای براهنی  | نامزدشده | [ ۷۲ ] |
| جشنواره بین‌المللی فیلم ترانسیلوانیا | ۲۰۲۴ | بهترین بازیگر مرد | حسن پورشیرازی | برنده    | [ ۷۳ ] |
| جشنواره فیلم گالوی                  | ۲۰۲۴ | بهترین فیلم       | اکتای براهنی  | برنده    | [ ۷۴ ] |
| جشنواره فیلم لوکا                   | ۲۰۲۴ | بهترین فیلم       | اکتای براهنی  | نامزدشده | [ ۷۵ ] |
| جشنواره فیلم لندن‌بریز               | ۲۰۲۴ | بهترین فیلم       | اکتای براهنی  | برنده    | [ ۷۶ ] |
| جشنواره فیلم‌های ایرانی نیویورک      | ۲۰۲۵ | بهترین فیلم       | اکتای براهنی  | برنده    | [ ۷۷ ] |